# SMS V 161
V 161 – niemiecki niszczyciel z okresu I wojny światowej. Okręt miał identyczne wymiary jak budowane w tym samym roku okręty typu V 150, ale zamiast maszyn parowych napędzały go turbiny parowe AEG. Po wojnie przekazany w ramach reparacji wojennych Wielkiej Brytanii i tam złomowany w 1922 roku.